# 操江巡抚
操江巡抚，為清朝前期在江南省設立的一個巡撫職位。
顺治元年（1644年）设置操江巡抚，兼理操江军务，驻安庆，防护长江中下游地方兼巡抚徽、宁、池、太、广地方事。康熙元年（1662年）以操江军务所部十二营归并两江总督，专设安徽巡抚，驻安庆府，裁撤操江巡抚。
操江巡抚
- 陈锦（1645年—1647年）
- 李日芃（1647年—1655年）
- 秦世祯（1655年—1656年）
- 蒋国柱（1656年—1659年）
- 朱衣助（1659年）
- 宜永贵（1659年—1661年）